# Kalínkavichy
Kalínkavichy (bielorruso: Калі́нкавічы) o Kalínkovichi (ruso: Кали́нковичи) es una ciudad subdistrital de Bielorrusia, capital del distrito homónimo en la provincia de Gómel.
En 2022, la ciudad tenía una población de 37 226 habitantes.
Se conoce la existencia de la localidad desde 1552, cuando se menciona como un pueblo perteneciente al castillo de Mazyr en el Gran Ducado de Lituania. Tras la partición de 1793, el pueblo pasó a formar parte del Imperio ruso, que lo integró en la gobernación de Minsk. Se desarrolló notablemente como poblado ferroviario a partir de 1886, cuando se abrió aquí una estación del ferrocarril de Lúninets a Gómel. En 1916 se convirtió en un importante nudo de comunicaciones, al cruzarse en su estación otra línea de Zhlobin a Óvruch. En 1924 se integró en la RSS de Bielorrusia, que le dio el estatus de ciudad al año siguiente. En 1941, los alemanes asesinaron a casi todos los tres mil judíos de Kalínkavichy, que hasta entonces formaban la tercera parte de la población local. En la segunda mitad del siglo XX, la Unión Soviética desarrolló la ciudad como un centro de extracción de turba y de industria de alimentación.
Se ubica en la periferia nororiental de Mazyr, separada de dicha ciudad por el río Prípiat, sobre la carretera M10 que une Gómel con Brest.